# Makoto Yoshikawa
Makoto Yoshikawa (吉川 真, Yoshikawa Makoto), né le 6 février 1962 dans la préfecture de Tochigi, est un scientifique japonais, surtout connu pour être chef de projet et plus tard chef de mission de Hayabusa 2, une mission de retour d'échantillons d'astéroïdes opérée par l'agence spatiale japonaise, la JAXA, et en 2018 a été reconnu dans Nature's 10, les dix scientifiques de l'année selon la revue Nature.
Ses recherches se spécialisent dans la mécanique céleste, en particulier dans l'analyse orbitale des petits corps du système solaire tels que les astéroïdes et les comètes.

## Carrière et recherche
Après son doctorat, il a travaillé comme chercheur à la Société japonaise pour la protection de la science puis, à partir de 1991, a été chercheur principal au Laboratoire de recherche sur les communications du ministère des Postes et Télécommunications. Il a rejoint l'Institut des sciences spatiales et astronautiques (ISAS) en 1998, qui depuis 2003 fait partie de la JAXA. Au sein du groupe de détermination orbitale de l'ISAS, il a participé aux missions Hayabusa et Akatsuki.
Il est membre du Conseil consultatif du projet NEO-MAPP (programme Horizon 2020, Union européenne).